# Pavel Polian

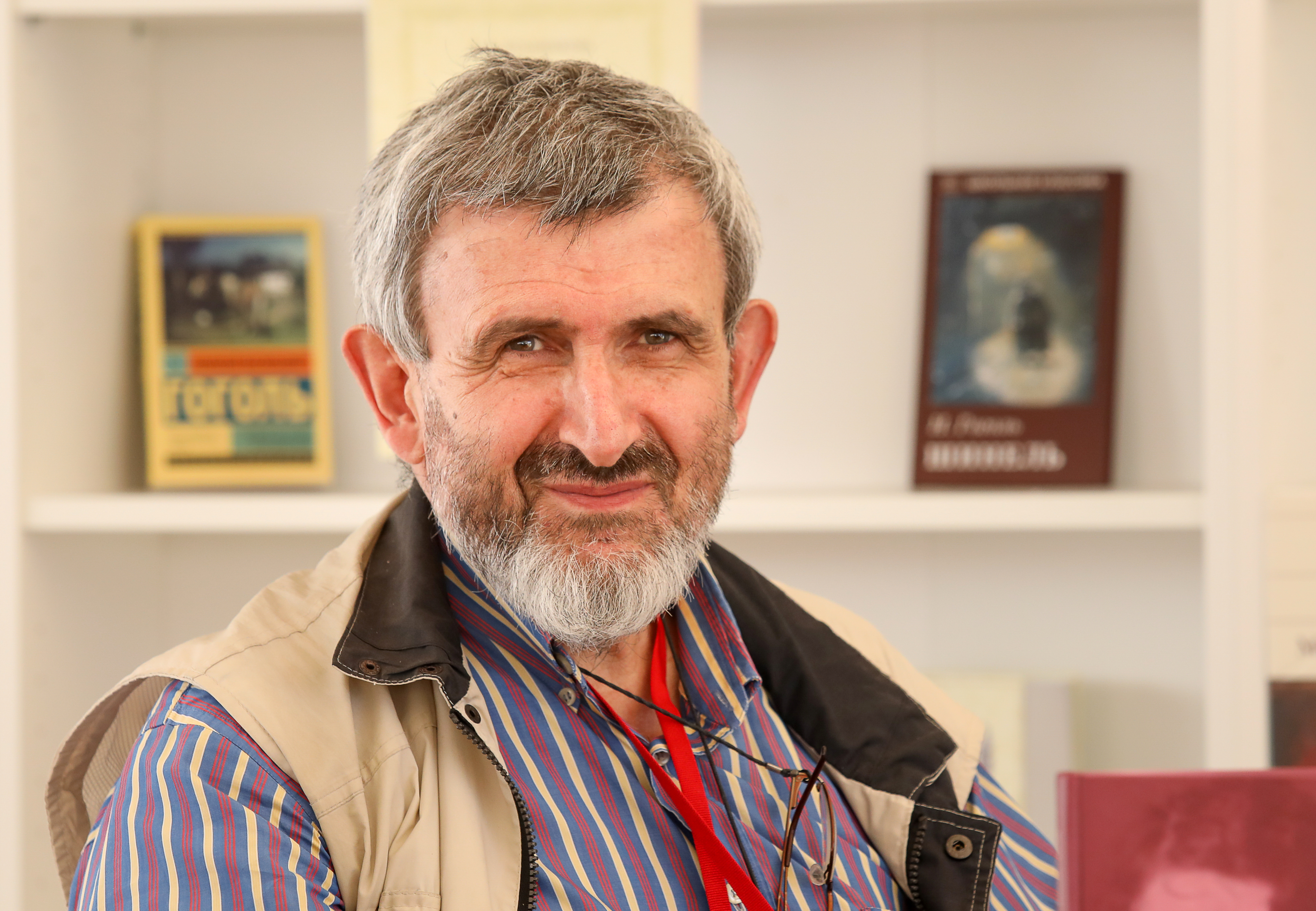
Pavel Polian 2019

Pavel Markovič Polian (russisch Па́вел Ма́ркович Поля́н, Pseudonym Pavel Nerler, * 31. August 1952 in Moskau) ist ein russischer Kulturgeograph und  Historiker.

## Leben
Nach dem Besuch einer Fremdsprachenschule studierte Polian Geographie, promovierte 1980 und arbeitete bis 1991 als wissenschaftlicher Mitarbeiter am Institut für Geographie der Akademie der Wissenschaften der UdSSR. 1991 nahm er ein Stipendium der Humboldt-Stiftung am kulturgeographischen Institut in Freiburg im Breisgau an und arbeitete nach dem Ende des Stipendiums 1993 als freier Wissenschaftler. Er erhielt Lehraufträge und Stipendien an den Universitäten Hannover, Paris, Princeton, Köln, Yale und Freiburg.
1998 habilitierte sich Polian in Moskau in Geographie; 2008 wurde er zum Professor für dieses Fach an der Nordkaukasischen Universität in Stawropol ernannt. 2015 wurde er Direktor des Mandelstam-Zentrums an der Hochschule für Wirtschaft und Vorsitzender der Mandelstam-Gesellschaft in Moskau.
Pavel publiziert in den drei wissenschaftlichen Disziplinen  – Geografie, Philologie und vor allem Geschichte. Er hat zahlreiche wissenschaftliche Beiträge zur Geschichte des Zweiten Weltkrieges, zum Holocaust, zur Bevölkerungs- und Migrationsgeographie und auch unter dem Pseudonym Pavel Nerler zur russischen Poesie des 20. Jahrhunderts geleistet.
Polian lebt mit seiner Familie seit 1991 vorwiegend in Freiburg im Breisgau.

## Schriften (Auswahl)
- Die Bevölkerung Russlands. Neue Tendenzen und Veränderungen. Hrsg. v. Bundesinstitut  für Ostwissenschaftliche und Internationale Studien. Köln 1993.
- (dt. etwa) Gegen ihren Willen ... – Die Geschichte und Geografie erzwungener Migrationen in der UdSSR., (russisch Не по своей воле ... История и география принудительных миграций в СССР.), OGU Memorial Moskau 2001, ISBN 5-94282-007-4. (PDF, abgerufen am 29. Mai 2023)
  - Englisch: Against Their Will: The History and Geography of Forced Migrations in the USSR., Central European University Press Budapest 2004, ISBN 978-963-9241-73-2.
- Deportiert nach Hause. Sowjetische Kriegsgefangene im „Dritten Reich“ und ihre Repatriierung., Oldenbourg München 2001, ISBN 978-3-486-56535-5.
- zusammen mit N. L. Pobol: (dt. etwa) Stalinistische Deportationen, 1928–1953, (russisch Сталинские депортации, 1928–1953.), Staatlicher Fonds “Demokratie” Alexander N. Jakowlew Moskau 2005, ISBN 5-85646-143-6. (PDF, abgerufen am 29. Mai 2023)
- mit Andreas Hilger, Rüdiger Overmans (Hrsg.): Rotarmisten in deutscher Hand. Dokumente zu Gefangenschaft, Repatriierung und Rehabilitierung sowjetischer Soldaten des Zweiten Weltkrieges. Schöningh Paderborn u. a. 2012, ISBN 978-3-506-76545-1.
- russisch Свитки из пепла. Еврейская “зондеркоммандо” в Аушвице-Биркенау и ее летописцы., Phönix-Verlag Moskau, Rostow am Don 2013, ISBN 978-5-222-22090-0. (PDF, abgerufen am 29. Mai 2023)
  - Deutsch: Briefe aus der Hölle. Die Aufzeichnungen des jüdischen Sonderkommandos Auschwitz., wbg Theiss Darmstadt 2019, ISBN 978-3-8062-3907-2.
- Pavel Nerler (Pseudonym): Ossip Mandelstams letzte Jahre. Verfemung, Verbannung und Tod eines Dichters 1932–38. Ferdinand Schöningh, Paderborn 2017, ISBN 978-3-506-78530-5